# Whitney Houston
Whitney Elizabeth Houston (Newark (New Jersey), 9 augustus 1963 – Beverly Hills (Californië), 11 februari 2012) was een Amerikaans zangeres, model en actrice. Houston is met 220 miljoen verkochte platen wereldwijd een van de bestverkopende artiesten ooit.

## Biografie

### 1963–1984
Houston was een dochter van Cissy Houston (achtergrondzangeres van onder anderen Elvis Presley en Aretha Franklin) en John Houston en een nicht van de zangeres Dionne Warwick. Houston kwam al vroeg in aanraking met muziek. Samen met haar moeder toerde ze als tiener langs diverse nachtclubs en ontwikkelde daarmee haar zangstem. Als veertienjarig meisje was ze in 1977 de leadvocaliste in het nummer Life's a Party van de Michael Zager Band. Frontman Zager regelde een platencontract voor de zangeres, maar haar moeder vond dat Houston eerst haar school moest afronden, voordat ze zich in mogelijk succes zou storten. In 1978 was Houston een van de achtergrondzangeressen op Chaka Khans I'm Every Woman, dat Houston in de jaren negentig in een eigen versie zou opnemen voor de soundtrack van de film The Bodyguard. Ook op de platen van Jermaine Jackson en Lou Rawls was Houston te horen. Begin jaren tachtig kwam haar carrière als fotomodel van de grond. Ze poseerde voor Seventeen en was een van de eerste vrouwen met een donkere huidskleur op de omslag. In 1983 zag Gerry Griffith (werkzaam bij platenlabel Arista Records) Houston optreden met haar moeder in een New Yorkse nachtclub. Hij was onder de indruk van haar talent en bracht Houston in contact met Clive Davis, het hoofd van het label. Na een showcase was ook Davis in de ban van haar talent, waarna al snel een platencontract volgde. Tijdens The Merv Griffin Show maakte Houston haar Amerikaanse televisiedebuut.

### 1985–1986: eerste succes
Hoewel Houston in 1983 bij Arista een contract tekende voor meerdere albums, werd er niet meteen een begin gemaakt met haar eerste lp. Clive Davis wilde het juiste materiaal voor de zangeres hebben en dat kostte tijd. Houston nam als eerste het nummer Hold Me op, een duet met Teddy Pendergrass dat in 1985 op haar album terechtkwam. Het nummer verscheen ook als single en werd een top 5-r&b-hit in de Verenigde Staten; voor Houston haar eerste succes in de hitlijsten. In februari 1985 verscheen Houstons titelloze debuutalbum, geproduceerd door Michael Masser, Kashif, Jermaine Jackson en Narada Michael Walden. De leadsingle Thinking About You flopte en het album dreigde daardoor dezelfde kant op te gaan. De daaropvolgende single You Give Good Love bereikte de derde plaats in de Billboard Hot 100 en bezorgde Houston haar doorbraak. Hierna steeg het album steeds hoger in de Amerikaanse albumlijst. Het jazzy Saving All My Love for You was het volgende succes. Houston behaalde er haar eerste Amerikaanse nummer 1-hit mee. Ook in Engeland behaalde dit nummer de eerste positie in de hitlijsten. De single How Will I Know (tevens nummer 1 in de Verenigde Staten) werd met zijn videoclip op MTV gedraaid, een zeldzame prestatie, aangezien er in die tijd nog vrij weinig clips van Afro-Amerikanen op de muziekzender getoond werden. Voor Houston was het haar debuut bij een groot publiek.
Op 19 april 1985 trad zij op in het Nederlandse AVRO-programma Liesbeth List-Show van de maand. Hierin zong zij met Liesbeth List het duet Aan de andere kant van de heuvels/The Far Side of the Hill en solo haar latere grote hit The Greatest Love of All.
In 1986, bijna een jaar na de verschijning van haar debuutalbum, stond dit 14 weken op de eerste plaats in de Amerikaanse albumlijst. Met Greatest Love of All scoorde Houston hierna haar derde nummer 1-hit. Tijdens de Grammy Awards in '86 ontving Houston haar eerste Grammy: Best Pop Vocal Performance voor Saving All My Love for You. Hierna volgden onder andere een aantal American Music Awards en een MTV Video Music Award. Het album was destijds het bestverkopende debuutalbum van een vrouwelijke artiest.

### 1987–1991: status van een superster

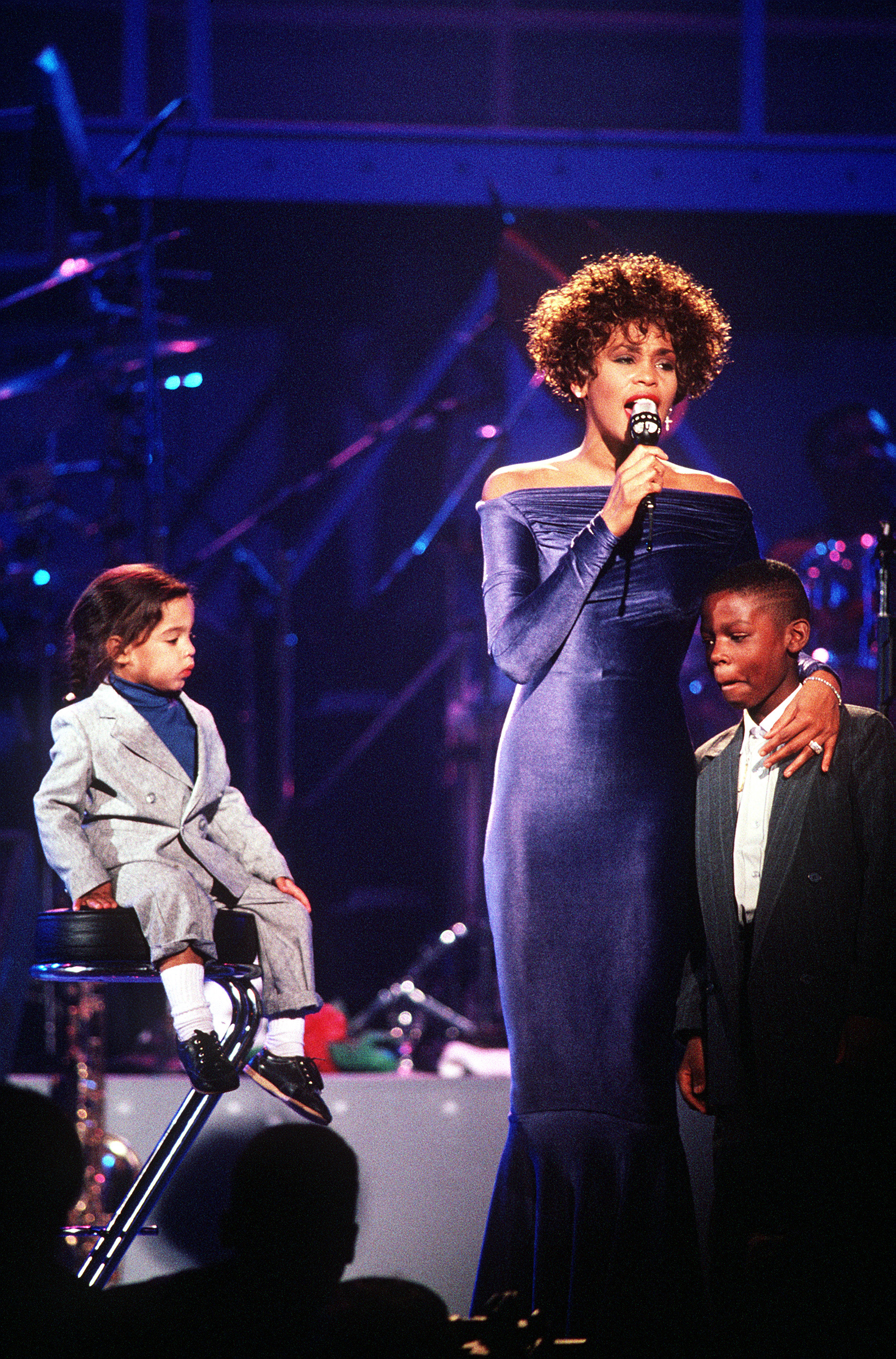
Houston tijdens een concert in 1991

Houstons tweede album, simpelweg Whitney genaamd, verscheen in juni 1987. De productie was in handen van dezelfde mensen die verantwoordelijk waren voor de sound op haar debuutalbum. In de Verenigde Staten en het Verenigd Koninkrijk debuteerde de cd op nummer 1 in de albumlijsten. Houston was daarmee de allereerste zangeres die dit voor elkaar kreeg. Ook in andere landen bereikte het album de top, zoals Engeland, Finland en Duitsland. De vier uitgebrachte singles I Wanna Dance with Somebody (Who Loves Me), Didn't We Almost Have It All, So Emotional en Where Do Broken Hearts Go bereikten allemaal de eerste plaats in de Verenigde Staten. In totaal stond Houstons nummer 1-succes daardoor op zeven stuks, een record waarmee ze The Beatles en Elvis Presley versloeg die ieder zes nummer 1-hits achter elkaar behaalden. Ze is tot de dag van vandaag de enige artiest die zeven opeenvolgende nummer 1-hits had. Love Will Save the Day was de laatste single die van dit album werd uitgebracht. Het behaalde niet de eerste plaats maar werd wel een Amerikaanse Top 10-hit. Het duet met haar moeder I Know Him So Well is alleen in sommige Europese landen als single uitgebracht. Whitney behaalde negen keer platina voor de verkoop van 9 miljoen stuks in de Verenigde Staten alleen al. Tot nu toe is het album wereldwijd 25 miljoen keer verkocht. Tijdens de Grammy's in 1988 ontving de zangeres haar tweede prijs voor Best Pop Vocal Performance voor I Wanna Dance with Somebody (Who Loves Me). Kort na de verschijning van het album ging Houston tevens voor de eerste maal op tournee met de 'Moment of Truth World Tour'. In april 1988 stond Houston viermaal in een uitverkocht Ahoy Rotterdam.
Voor de Olympische Zomerspelen 1988 zong de zangeres het nummer One Moment in Time in, dat wederom een grote hit werd. Het kwam niet tot de eerste plaats in de Verenigde Staten (top 5) maar wel in onder andere Duitsland en het Verenigd Koninkrijk. Met het succes van twee albums op haar naam werd Houston gezien als de grootste sensatie sinds Michael Jackson. Op haar derde album I'm Your Baby Tonight dat in 1990 verscheen ging de zangeres een wat meer urban-achtige kant op. Het titelnummer en All the Man That I Need werden wereldhits en Houstons achtste en negende Amerikaanse nummer 1-hit. Andere singles als My Name Is Not Susan, Miracle, I Belong to You en We Didn't Know (duet met Stevie Wonder) werden minder grote hits. Al evenaarde de verkoop van het album het succes van de voorgaande cd's niet, er zijn wereldwijd toch zo'n tien miljoen exemplaren van verkocht. In 1991 kreeg Houston de kans om tijdens de Super Bowl XXV het Amerikaanse volkslied (The Star-Spangled Banner) te zingen voor een miljoenenpubliek. Haar opname van het nummer verscheen ook op single en haalde de Amerikaanse top 20, waarmee ze de eerste artieste was die het met het volkslied in popversie tot de hitlijsten schopte. In september 1991 stond Houston zesmaal in een uitverkocht Ahoy.

### 1992–1994: huwelijk met Bobby Brown enThe Bodyguard

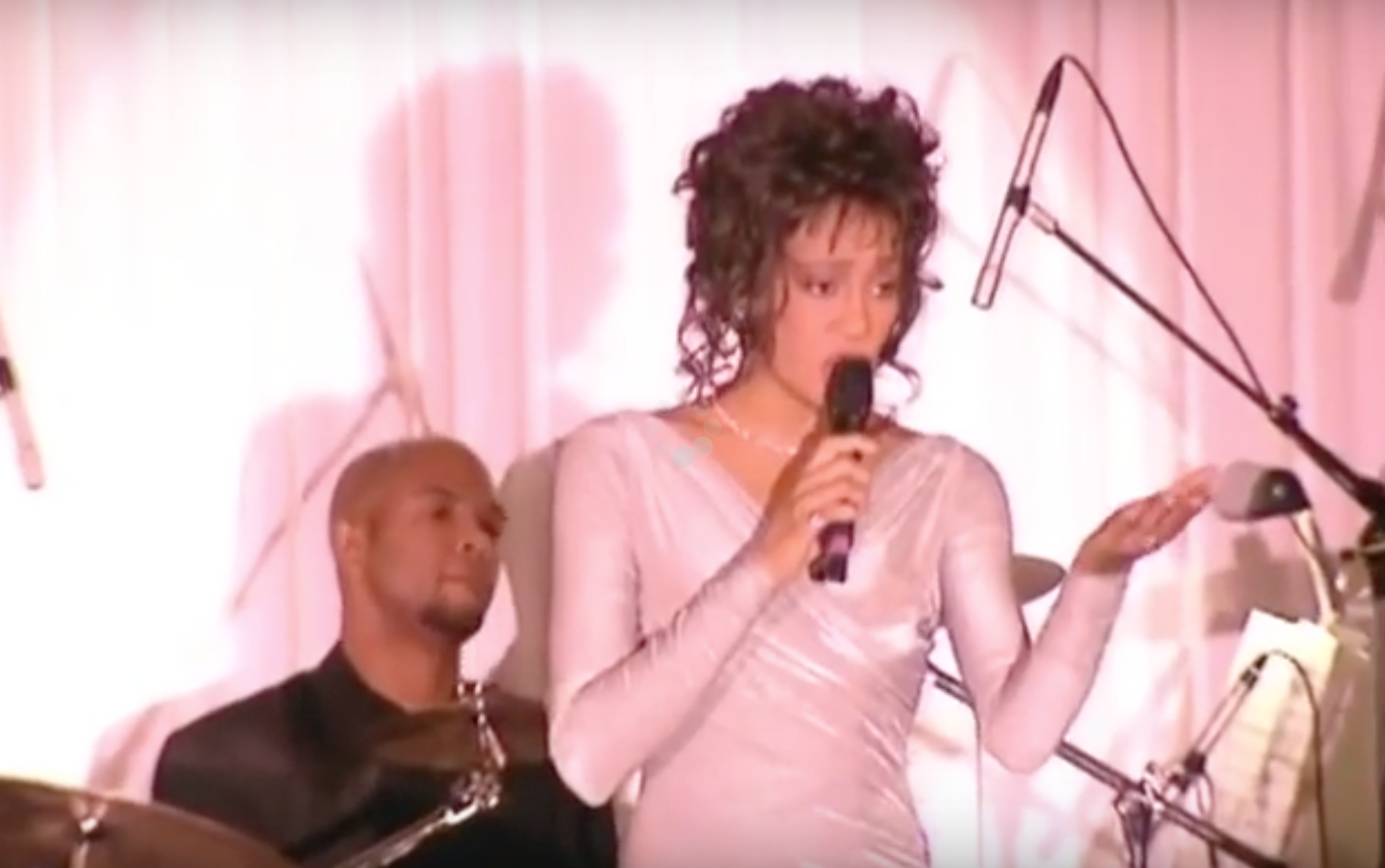
Houston tijdens optreden voor Nelson Mandela in 1994

Over Houstons liefdesleven werd van begin af aan gespeculeerd in de media. Zo had ze ooit een date met acteur Eddie Murphy. Uiteindelijk viel ze voor de charmes van r&b-ster Bobby Brown in 1989. Na drie jaar traden zij in het huwelijk. In maart 1993 werd haar dochter Bobbi Kristina geboren.
Door het succes van haar muziek kreeg Houston diverse filmaanbiedingen, maar ze voelde er in eerste instantie niet veel voor, omdat ze vond dat de tijd daar nog niet rijp voor was. In 1984 speelde ze een kleine rol in de televisieserie Gimme a Break!. Acht jaar later, in 1992, maakte Houston haar filmdebuut naast Kevin Costner in de romantische thriller The Bodyguard. Hierin speelde ze de succesvolle zangeres Rachel Marron, die last kreeg van een stalker en mede daardoor een innige band opbouwde met haar lijfwacht. Voor de gelijknamige soundtrack nam Houston een aantal nieuwe nummers op: I Will Always Love You (coverversie van het nummer van Dolly Parton uit 1974), I'm Every Woman (coverversie van het nummer van Chaka Khan, die zelf ook te horen is op de achtergrond), Run to You, I Have Nothing en Queen of the Night. Alle songs scoorden wereldwijd enorm hoog in de hitlijsten en van de soundtrack van The Bodyguard werden 42 miljoen exemplaren verkocht. Het leverde Houston ook weer een aantal Grammy's op. I Will Always Love You werd een nog groter succes dan het origineel van Dolly Parton en wordt nog altijd gezien als een van Houstons grootste hits, met een wereldwijde nummer 1-notering. De single is de bestverkochte single van een vrouwelijke artiest. De soundtrack is de bestverkochte soundtrack.

### 1995–1997:Waiting to Exhale,The Preacher's WifeenCinderella
In 1995 speelde Houston naast Angela Bassett, Loretta Devine en Lela Rochon in Waiting to Exhale, een dramafilm over vier Afro-Amerikaanse vrouwen en hun omgang met relaties. Het succes van de film was minimaal in vergelijking met kaskraker The Bodyguard. Voor de soundtrack van de film nam ze het nummer Exhale (Shoop Shoop) op. Het nummer werd een wereldhit rond kerst 1995 en was haar elfde Amerikaanse nummer 1-hit in de Billboard Hot 100. Exhale stond een week op nummer 1. Het brak daarna een record als de langste nummer 2-notering. Hierna haalde Houston geen nummer 1-noteringen meer. De single Why Does It Hurt So Bad werd alleen in de Verenigde Staten uitgebracht. Het duet Count on Me met Cece Winans werd een bescheiden hit.
Eind 1996 verscheen The Preacher's Wife in de bioscopen, wederom niet zo succesvol als The Bodyguard. De soundtrack The Preacher's Wife: Original Soundtrack Album is echter met meer dan 6 miljoen exemplaren het meestverkochte gospel-album aller tijden. Met haar bewerking van het Annie Lennox-nummer Step by Step uit 1992 behaalde Houston zowel in Amerika als in veel Europese landen een top 20-hit. Ook de single I Believe in You and Me, een cover van het Four Tops-nummer uit 1983, werd een grote hit.
Hierna volgde haar rol als de Goede Fee in de televisiemusical Cinderella (Assepoester), een film waarin ze speelde naast Brandy, Jason Alexander en Whoopi Goldberg.

### 1998–2000:My Love Is Your LoveenWhitney: The Greatest Hits

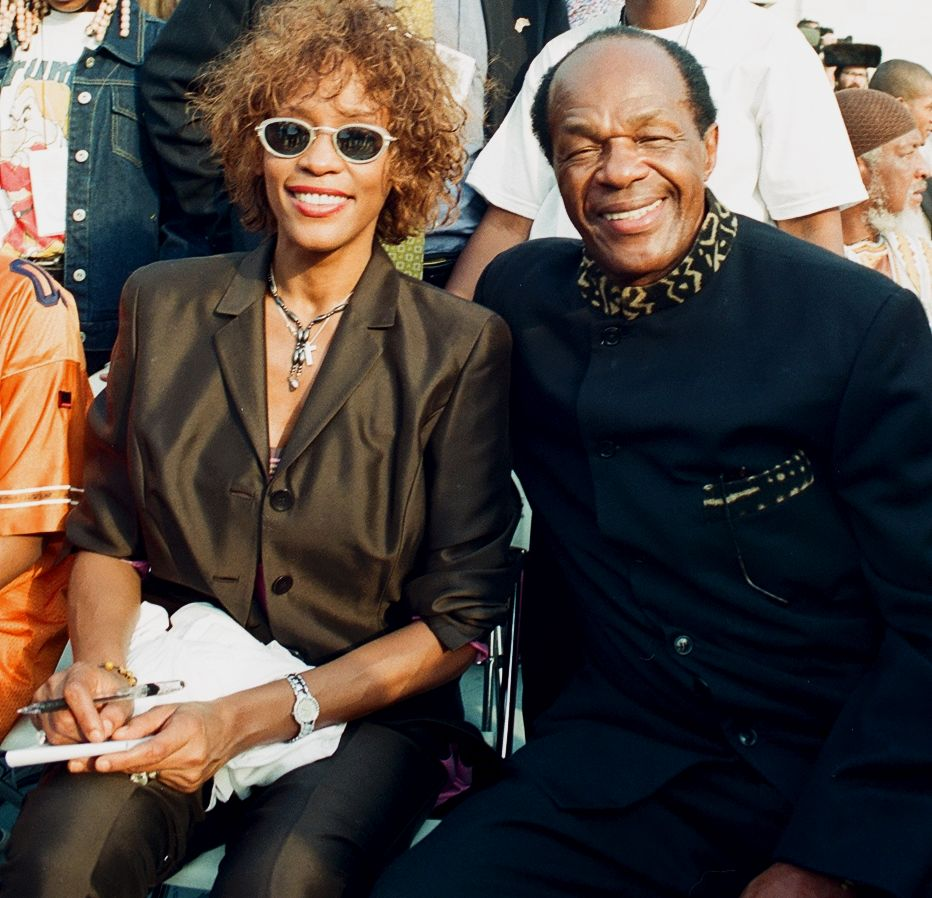
Houston met burgemeester Marion Barry in 2000

Nadat het begin van de jaren negentig voornamelijk in het teken stond van films en bijhorende soundtracks, keerde Houston in 1998 terug naar de studio voor haar eerste album sinds acht jaar. My Love Is Your Love verscheen eind dat jaar. In eerste instantie werd een greatest hits-cd gepland maar uiteindelijk was er genoeg materiaal over voor een nieuw album. De singles It's Not Right but It's Okay, Heartbreak Hotel, When You Believe (een duet met Mariah Carey voor de animatiefilm The Prince of Egypt), My Love Is Your Love en I Learned from the Best werden wereldwijd grote hits. Van het album werden 10 miljoen exemplaren verkocht en daarmee slaagde Houstons comeback. De clips werden veelvuldig op MTV vertoond, waardoor Houston aansluiting vond bij een jonger publiek. Na een wat moeizame start schoot het album dankzij de titelsong in Nederland naar de eerste plek in de album charts. De Europese tournee in het najaar van 1999 was de succesvolste arenatournee van het jaar: alle avonden waren ruim van tevoren uitverkocht. Ook Ahoy was tweemaal uitverkocht. In 2000 volgde het eerder geplande Whitney: The Greatest Hits met alle grote successen en een aantal nieuwe nummers, waaronder het duet met Enrique Iglesias, Could I Have This Kiss Forever, dat in Nederland op nummer 1 belandde.
Ook het duet met George Michael, If I Told You That, werd een grote Europese hit. Van Whitney: The Greatest Hits zijn wereldwijd zo'n 12 miljoen exemplaren verkocht.

### 2000–2005:Just Whitney, drugsgebruik en persoonlijke problemen
Houstons gedrag veranderde na 2000. Concerten en televisieoptredens werden geannuleerd en voor fotosessies, repetities en interviews kwam ze vaak uren te laat. Ze begon ook nog eens gewicht te verliezen. De media zaten er flink bovenop. In januari 2000 werden Houston en Brown op een vliegveld in Hawaï betrapt met marihuana in hun bagage. Ze ontkende in eerste instantie verslaafd te zijn. Tijdens de 30th Anniversary Special voor Michael Jackson in september 2001 trad een broodmagere Houston op voor het publiek en de foto's vulden de dagen erna de kranten. Houstons woordvoerster gaf aan: "Whitney lijdt aan stress door familiezaken, en als ze gestrest is, eet ze niet." In 2002 gaf Houston een interview aan Diane Sawyer om haar nieuwste album in de kijker te zetten. Echter, tijdens het interview werd er meer ingegaan op haar ervaringen met drugs en alcohol, dan op een nieuwe cd. Haar uitspraken "We don't do crack. We don't do that. Crack is wack." werden wereldwijd uitgemeten in de pers en zorgden voor heel wat persiflages. Eind 2002 verscheen het album Just Whitney, waarvan vier miljoen exemplaren verkocht werden. De singles Whatchulookinat, Try It on My Own en One of Those Days flopten. Eind 2003 volgde het kerstalbum One Wish: The Holiday Album, wederom geen schot in de roos.

### 2006–2012: scheiding enI Look to You

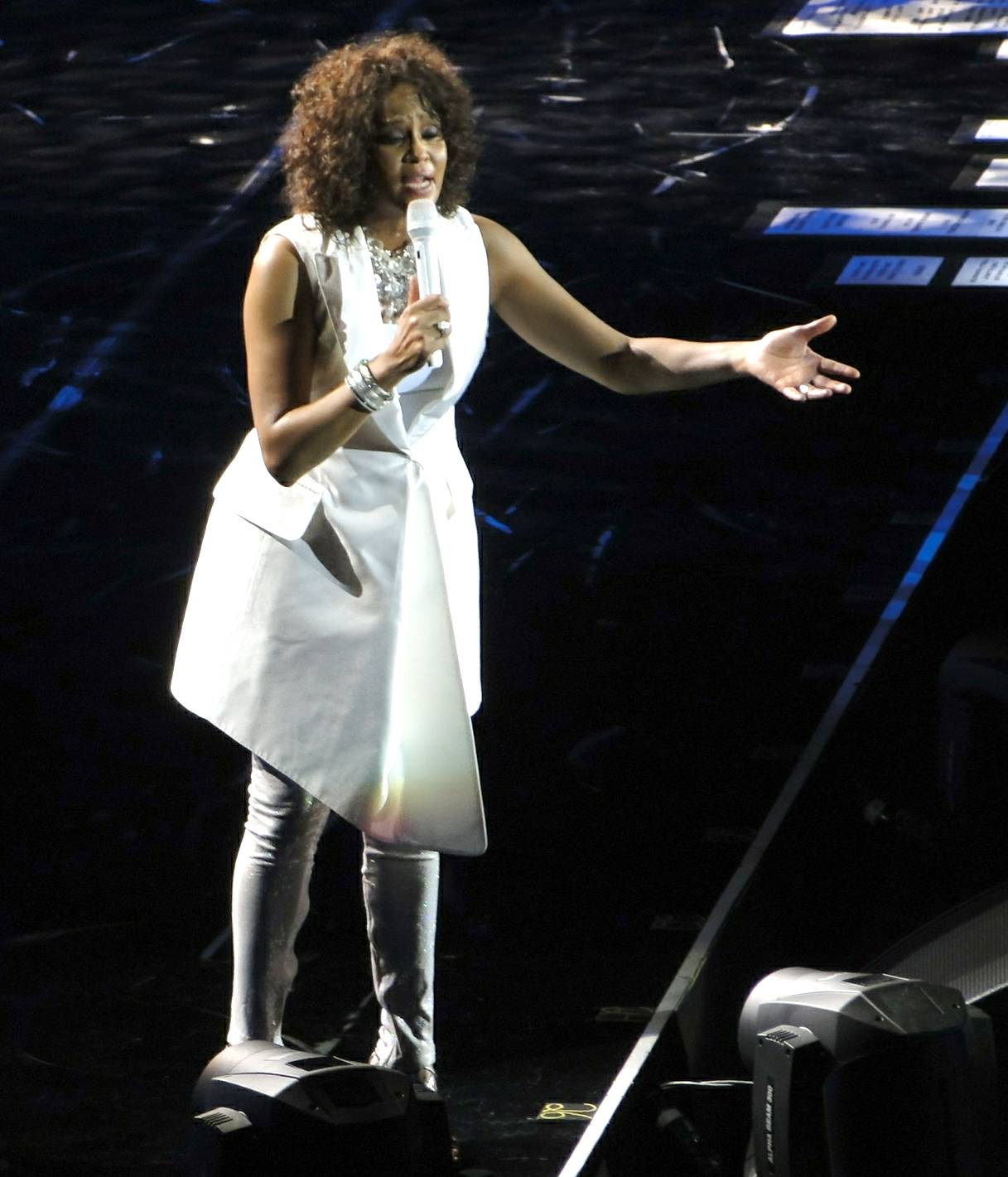
Houston tijdens optreden in Londen in 2010

Na jaren van geruchten en speculaties in de media was de echtscheiding tussen Houston en Brown in september 2006 een feit. Hierna ging de zangeres met Clive Davis, de man die haar groot maakte, de studio in om een nieuw album op te nemen. Na drie jaar muzikaal experimenteren, met onder anderen Alicia Keys, Danja, Stargate, David Foster en Akon, was Houston in 2008 klaar om een comeback te maken met I Look to You. De single Million Dollar Bill werd door velen gezien als haar beste werk sinds tijden. Het succes van het nummer viel in de hitlijsten tegen, en ook de verkoop van het nieuwste album met 2,5 miljoen exemplaren was niet vergelijkbaar met het succes van de albums uit de jaren tachtig en negentig, maar Houstons label bleek wel tevreden met de resultaten gezien de toenmalige muziekmarkt. I Look to You behaalde in veel landen de album-top 10 en was in de Verenigde Staten Houstons eerste nummer 1-album sinds de soundtrack van The Bodyguard in 1992.
Begin september 2009 gaf Houston een interview tijdens The Oprah Winfrey Show, haar eerste interview sinds zeven jaar op de televisie. Er werd dieper ingegaan op Houstons scheiding en drugsverleden. Het interview was in de Verenigde Staten een kijkcijferhit. Om haar comeback te vieren lanceerde Houston in 2009 haar eerste wereldtournee sinds 10 jaar. De Nothing but Love World Tour bracht haar naar diverse uithoeken van de wereld. Ook het Antwerpse Sportpaleis kreeg haar over de vloer. De recensies rondom haar laatste optredens waren slecht, wat resulteerde in veel boegeroep tijdens concerten in onder meer Engeland, en fans die vroegtijdig de zaal verlieten omdat de zangeres haar glorie had verloren en de hoge noten van weleer niet meer kon halen. Op haar website was te lezen dat zij werkte aan een comeback op het witte doek: ze speelde Emma in de film Sparkle.

### Overlijden
Houston overleed op 11 februari 2012 op 48-jarige leeftijd. De zangeres werd dood aangetroffen met haar gezicht voorover in het water liggend in het bad van haar hotelkamer in het Beverly Hilton Hotel in Beverly Hills. Volgens de lijkschouwer stierf Houston door verdrinking, mogelijk na een hartaanval te wijten aan een medisch probleem en het gebruik van drugs. Binnen een week na haar dood werden ruim 1 miljoen exemplaren van haar oudere werk verkocht. Veel singles kwamen opnieuw de hitlijsten binnen; in Nederland verschenen er bijvoorbeeld elf in de top 100.
Op 18 februari 2012 vond in de New Hope Baptist Church te Newark in New Jersey de begrafenisplechtigheid plaats. In die kerk had Houston als kind in het gospelkoor gezongen. De plechtigheid werd bijgewoond door in totaal zo'n 1500 genodigden, onder wie Alicia Keys, Stevie Wonder, Beyoncé, Jay-Z, Elton John en Kevin Costner. Fans waren niet welkom bij de plechtigheid, ook de straten in de omgeving waren hierom afgesloten. Men kon alles wel live via internet en de Amerikaanse televisie volgen. Haar ex-echtgenoot Bobby Brown verliet de kerk voordat de ceremonie begon, omdat hij en zijn entourage door de organisatoren geen goede zitplaatsen toegewezen kregen. Op 19 februari werd Houston op het kerkhof te Westfield begraven, waar ze naast haar vader ligt.
In augustus 2012 kwam Sparkle uit, de film waarvan de opnames kort voor het overlijden van Houston waren afgerond. Ze had twee nummers voor de soundtrack opgenomen: de single Celebrate met Jordin Sparks, slechts vier dagen voor haar overlijden afgerond en het laatste dat ze heeft opgenomen, en His Eye Is on the Sparrow. Voor Celebrate werd een clip opgenomen waarin de castleden van Sparkle de stukken opvulden die Houston zong.

### Privéleven
In de laatste jaren van haar leven kwam Houston vooral in het nieuws door problemen met haar echtgenoot Bobby Brown en geruchten over drugsgebruik. In 2005 was ze afgekickt in het Crossroads Centre op het Caribische eiland Antigua. Op 24 april 2007 scheidde ze van Brown en kreeg ze de voogdij over hun dochter Bobbi Kristina (1993–2015). Haar dochter stierf onder gelijksoortige omstandigheden.

### Documentaire
In 2017 verscheen over haar leven de documentaire Whitney: Can I Be Me.

### Na het overlijden
In 2019 bracht dj Kygo een ode aan Whitney Houston met het lied Higher Love, dat in veel landen de hitlijsten haalde.

## Discografie

### Albums
| Album met eventuele hitnotering(en) in de Nederlandse Album Top 100 | Datum van verschijnen | Datum van binnenkomst | Hoogste positie | Aantal weken | Opmerkingen                                                          |
| ------------------------------------------------------------------- | --------------------- | --------------------- | --------------- | ------------ | -------------------------------------------------------------------- |
| Whitney Houston                                                     | 21-02-1985            | 30-03-1985            | 6               | 63           | Platina                                                              |
| Whitney                                                             | 28-05-1987            | 13-06-1987            | 1(6wk)          | 106          | Platina                                                              |
| I'm Your Baby Tonight                                               | 04-11-1990            | 17-11-1990            | 4               | 25           | Platina                                                              |
| The Bodyguard: Original Soundtrack Album                            | 03-11-1992            | 28-11-1992            | 1(12wk)         | 82           | Soundtrack The Bodyguard / Bestverkochte album van 1993 / 5x Platina |
| Waiting to Exhale: Original Soundtrack Album                        | 14-11-1995            | 25-11-1995            | 20              | 23           | Soundtrack Waiting to Exhale                                         |
| The Preacher's Wife: Original Soundtrack Album                      | 26-11-1996            | 07-12-1996            | 29              | 23           | Soundtrack The Preacher's Wife                                       |
| My Love Is Your Love                                                | 17-11-1998            | 28-11-1998            | 1(3wk)          | 75           | Platina                                                              |
| VH1 Divas Live/99                                                   | 02-11-1999            | 06-11-1999            | 41              | 12           | met Cher, Tina Turner & Brandy / Livealbum                           |
| Whitney: The Greatest Hits                                          | 15-05-2000            | 20-05-2000            | 2               | 35           | Verzamelalbum / Platina                                              |
| Love, Whitney                                                       | 30-11-2001            | 09-02-2002            | 24              | 7            | Verzamelalbum                                                        |
| Just Whitney                                                        | 20-09-2002            | 07-12-2002            | 70              | 4            |                                                                      |
| I Look to You                                                       | 28-08-2009            | 12-09-2009            | 1(1wk)          | 25           |                                                                      |
| I Will Always Love You: The Best of Whitney Houston                 | 2012                  | 17-11-2012            | 61              | 1*           |                                                                      |

| Album met hitnotering(en) in de Vlaamse Ultratop 200 albums | Datum van verschijnen | Datum van binnenkomst | Hoogste positie | Aantal weken | Opmerkingen                    |
| ----------------------------------------------------------- | --------------------- | --------------------- | --------------- | ------------ | ------------------------------ |
| The Bodyguard: Original Soundtrack Album                    | 03-11-1992            | 16-09-1995            | 20              | 4            | Soundtrack The Bodyguard       |
| Waiting to Exhale: Original Soundtrack Album                | 1995                  | 02-12-1995            | 33              | 9            | Soundtrack Waiting to Exhale   |
| The Preacher's Wife: Original Soundtrack Album              | 26-11-1996            | 01-02-1997            | 34              | 6            | Soundtrack The Preacher's Wife |
| My Love Is Your Love                                        | 16-11-1998            | 28-11-1998            | 2(2wk)          | 44           |                                |
| Whitney: The Greatest Hits                                  | 15-05-2000            | 20-05-2000            | 2(3wk)          | 33           | Verzamelalbum                  |
| I Look to You                                               | 28-08-2009            | 12-09-2009            | 7               | 18           |                                |
| I Will Always Love You: The Best of Whitney Houston         | 09-11-2012            | 17-11-2012            | 99              | 14           |                                |
| Whitney Houston Live: Her Greatest Performances             | 07-11-2014            | 15-11-2014            | 111             | 4            |                                |
| I Wish You Love: More from The Bodyguard                    | 17-11-2017            | 25-11-2017            | 133             | 1            |                                |
| The Ultimate Collection                                     | 02-11-2007            | 06-04-2019            | 133             | 5*           |                                |

### Singles
| Single met eventuele hitnotering(en) in de Nederlandse Top 40 | Datum van verschijnen | Datum van binnenkomst | Hoogste positie | Aantal weken | Opmerkingen                                                                             |
| ------------------------------------------------------------- | --------------------- | --------------------- | --------------- | ------------ | --------------------------------------------------------------------------------------- |
| All at Once                                                   | 24-03-1985            | 30-03-1985            | 5               | 12           | Nr. 6 in de Nationale Hitparade / Nr. 3 in de TROS Top 50                               |
| Saving All My Love for You                                    | 13-08-1985            | 14-12-1985            | 12              | 7            | Nr. 16 in de Nationale Hitparade / Nr. 34 in de laatste TROS Top 50                     |
| Hold Me                                                       | 1986                  | 08-02-1986            | 22              | 6            | met Teddy Pendergrass / Nr. 24 in de Nationale Hitparade / Veronica Alarmschijf Radio 3 |
| How Will I Know                                               | 22-11-1985            | 01-03-1986            | 15              | 7            | Nr. 12 in de Nationale Hitparade                                                        |
| Greatest Love of All                                          | 14-03-1986            | 31-05-1986            | 17              | 8            | Nr. 24 in de Nationale Hitparade                                                        |
| I Wanna Dance with Somebody (Who Loves Me)                    | 02-05-1987            | 23-05-1987            | 1(3wk)          | 13           | Nr. 1 in de Nationale Hitparade Top 100 / Goud                                          |
| Didn't We Almost Have It All                                  | 13-08-1987            | 29-08-1987            | 20              | 5            | Nr. 17 in de Nationale Hitparade Top 100                                                |
| So Emotional                                                  | 12-11-1987            | 14-11-1987            | 23              | 6            | Nr. 18 in de Nationale Hitparade Top 100                                                |
| Where Do Broken Hearts Go                                     | 25-02-1988            | 02-04-1988            | tip4            | -            | Nr. 47 in de Nationale Hitparade Top 100                                                |
| Love Will Save the Day                                        | 05-07-1988            | 25-06-1988            | 6               | 9            | Nr. 6 in de Nationale Hitparade Top 100                                                 |
| One Moment in Time                                            | 27-08-1988            | 24-09-1988            | 6               | 10           | Nr. 6 in de Nationale Hitparade Top 100                                                 |
| I Know Him So Well                                            | 1988                  | 07-01-1989            | 14              | 6            | met Cissy / Nr. 16 in de Nationale Hitparade Top 100                                    |
| It Isn't, It Wasn't, It Ain't Never Gonna Be                  | 1989                  | 19-08-1989            | tip6            | -            | met Aretha Franklin / Nr. 40 in de Nationale Hitparade Top 100                          |
| I'm Your Baby Tonight                                         | 28-09-1990            | 27-10-1990            | 2               | 10           | Nr. 2 in de Nationale Top 100 / Veronica Alarmschijf Radio 3                            |
| All the Man That I Need                                       | 04-12-1990            | 05-01-1991            | 9               | 7            | Nr. 11 in de Nationale Top 100                                                          |
| My Name Is Not Susan                                          | 1991                  | 22-06-1991            | 22              | 4            | Nr. 28 in de Nationale Top 100                                                          |
| I Belong to You                                               | 18-10-1991            | -                     |                 |              | Nr. 79 in de Nationale Top 100                                                          |
| I Will Always Love You                                        | 13-11-1992            | 14-11-1992            | 1(9wk)          | 19           | Nr. 1 in de Nationale Top 100 / Platina                                                 |
| I'm Every Woman                                               | 02-01-1993            | 20-02-1993            | 3               | 10           | Nr. 4 in de Nationale Top 100                                                           |
| I Have Nothing                                                | 20-02-1993            | 08-05-1993            | 22              | 5            | Nr. 23 in de Mega Top 50                                                                |
| Run to You                                                    | 06-06-1993            | 07-08-1993            | 33              | 3            | Nr. 47 in de Mega Top 50                                                                |
| Queen of the Night                                            | 13-10-1993            | 20-11-1993            | 21              | 3            | Nr. 21 in de Mega Top 50                                                                |
| Something in Common                                           | 07-12-1993            | 19-02-1994            | 36              | 3            | met Bobby Brown / Nr. 40 in de Mega Top 50                                              |
| Exhale (Shoop Shoop)                                          | 07-11-1995            | 18-11-1995            | 7               | 10           | Nr. 12 in de Mega Top 50 / Alarmschijf                                                  |
| Count on Me                                                   | 04-03-1996            | 02-03-1996            | 30              | 4            | met CeCe Winans / Nr. 34 in de Mega Top 50                                              |
| Step by Step                                                  | 09-12-1996            | 11-01-1997            | 11              | 13           | Nr. 13 in de Mega Top 50                                                                |
| I Believe in You and Me                                       | 17-03-1997            | 22-03-1997            | tip6            | -            | Nr. 74 in de Mega Top 100                                                               |
| When You Believe                                              | 27-11-1998            | 12-12-1998            | 5               | 15           | met Mariah Carey / Nr. 4 in de Mega Top 100 / Alarmschijf                               |
| It's Not Right but It's Okay                                  | 15-02-1999            | 13-03-1999            | 10              | 12           | Nr. 12 in de Mega Top 100                                                               |
| My Love Is Your Love                                          | 21-06-1999            | 10-08-1999            | 3               | 19           | Nr. 2 in de Mega Top 100 / Goud                                                         |
| I Learned from the Best                                       | 08-11-1999            | 11-12-1999            | 20              | 7            | Nr. 34 in de Mega Top 100 / Alarmschijf                                                 |
| If I Told You That                                            | 29-05-2000            | 27-05-2000            | 19              | 7            | met George Michael / Nr. 31 in de Mega Top 100 / Alarmschijf                            |
| Could I Have This Kiss Forever                                | 25-07-2000            | 16-09-2000            | 1(1wk)          | 13           | met Enrique Iglesias / Nr. 2 in de Mega Top 100 / Alarmschijf                           |
| Heartbreak Hotel                                              | 2000                  | 13-01-2001            | 35              | 2            | met Faith Evans & Kelly Price / Nr. 41 in de Mega Top 100                               |
| Whatchulookinat                                               | 2002                  | 10-08-2002            | tip26           | -            |                                                                                         |
| Whatchulookinat                                               | 2002                  | 12-10-2002            | tip5            | -            | Nr. 29 in de Mega Top 100                                                               |
| One of Those Days                                             | 29-10-2002            | 30-11-2002            | tip6            | -            | Nr. 80 in de Mega Top 100                                                               |
| I Look to You                                                 | 02-10-2010            | -                     |                 |              | Nr. 65 in de B2B Single Top 100                                                         |
| Million Dollar Bill                                           | 16-11-2009            | 22-08-2009            | tip9            | -            | Nr. 58 in de B2B Single Top 100                                                         |
| I Will Always Love You                                        | 13-11-1992            | 18-02-2012            | 17              | 3            | Re-entry / Postuum / Nr. 5 in de B2B Single Top 100                                     |
| Higher Love                                                   | 2019                  | 06-07-2019            | 7               | 22           | met Kygo / Alarmschijf                                                                  |
| How will I know (remix)                                       | 2021                  | 25-09-2021            | tip30*          |              | met Clean Bandit                                                                        |

| Single met hitnotering(en) in de Vlaamse Ultratop 50 | Datum van verschijnen | Datum van binnenkomst | Hoogste positie | Aantal weken | Opmerkingen                                         |
| ---------------------------------------------------- | --------------------- | --------------------- | --------------- | ------------ | --------------------------------------------------- |
| All at Once                                          | 24-03-1985            | 30-03-1985            | 2(2wk)          | 14           | Nr. 2 in de Radio 2 Top 30                          |
| How Will I Know                                      | 03-06-1985            | 22-06-1985            | 28              | 2            | Nr. 20 in de Radio 2 Top 30                         |
| Saving All My Love for You                           | 13-08-1985            | 28-12-1985            | 9               | 8            | Nr. 11 in de Radio 2 Top 30                         |
| Hold Me                                              | 24-05-1984            | 22-02-1986            | 30              | 2            | met Teddy Pendergrass / Nr. 23 in de Radio 2 Top 30 |
| Greatest Love of All                                 | 14-03-1986            | 17-05-1986            | 31              | 3            | Nr. 26 in de Radio 2 Top 30                         |
| I Wanna Dance with Somebody (Who Loves Me)           | 11-05-1987            | 30-05-1987            | 1(3wk)          | 13           | Nr. 1 in de Radio 2 Top 30                          |
| Didn't We Almost Have It All                         | 13-08-1987            | 29-08-1987            | 16              | 5            | Nr. 14 in de Radio 2 Top 30                         |
| So Emotional                                         | 12-11-1987            | 21-11-1987            | 18              | 6            | Nr. 17 in de Radio 2 Top 30                         |
| Where Do Broken Hearts Go                            | 25-02-1988            | 02-04-1988            | 28              | 5            | Nr. 22 in de Radio 2 Top 30                         |
| Love Will Save the Day                               | 05-07-1988            | 25-06-1988            | 7               | 10           | Nr. 8 in de Radio 2 Top 30                          |
| One Moment in Time                                   | 12-09-1988            | 24-09-1988            | 3               | 12           | Nr. 3 in de Radio 2 Top 30                          |
| I Know Him So Well                                   | 30-11-1988            | 24-12-1988            | 19              | 9            | met Cissy / Nr. 23 in de Radio 2 Top 30             |
| I'm Your Baby Tonight                                | 28-09-1990            | 27-10-1990            | 2(2wk)          | 14           | Nr. 2 in de Radio 2 Top 30                          |
| All the Man That I Need                              | 04-12-1990            | 12-01-1991            | 14              | 10           | Nr. 10 in de Radio 2 Top 30                         |
| My Name Is Not Susan                                 | 21-07-1991            | 29-06-1991            | 43              | 2            | Nr. 27 in de Radio 2 Top 30                         |
| I Will Always Love You                               | 13-11-1992            | 28-11-1992            | 1(6wk)          | 19           | Nr. 1 in de Radio 2 Top 30                          |
| I'm Every Woman                                      | 02-01-1993            | 27-02-1993            | 2(2wk)          | 12           | Nr. 2 in de Radio 2 Top 30                          |
| I Have Nothing                                       | 12-04-1993            | 01-05-1993            | 16              | 9            | Nr. 11 in de Radio 2 Top 30                         |
| Run to You                                           | 18-07-1993            | 07-08-1993            | 27              | 3            | Nr. 19 in de Radio 2 Top 30                         |
| Queen of the Night                                   | 13-10-1993            | 20-11-1993            | 20              | 9            | Nr. 20 in de Radio 2 Top 30                         |
| Exhale (Shoop Shoop)                                 | 07-11-1995            | 25-11-1995            | 22              | 10           | Nr. 22 in de Radio 2 Top 30                         |
| Step by Step                                         | 09-12-1996            | 28-12-1996            | 13(3wk)         | 16           | Nr. 13 in de Radio 2 Top 30                         |
| I Believe in You and Me                              | 17-03-1997            | 29-03-1997            | tip3            | -            |                                                     |
| When You Believe                                     | 27-11-1998            | 05-12-1998            | 5               | 19           | met Mariah Carey / Nr. 5 in de Radio 2 Top 30       |
| It's Not Right but It's Okay                         | 15-02-1999            | 03-04-1999            | 40              | 5            |                                                     |
| My Love Is Your Love                                 | 21-06-1999            | 03-07-1999            | 3(5wk)          | 20           | Nr. 3 in de Radio 2 Top 30                          |
| I Learned from the Best                              | 08-11-1999            | 04-12-1999            | tip8            | -            |                                                     |
| If I Told You That                                   | 29-05-2000            | 17-06-2000            | 41              | 1            | met George Michael                                  |
| Could I Have This Kiss Forever                       | 25-07-2000            | 16-09-2000            | 8(2wk)          | 15           | met Enrique Iglesias / Nr. 8 in de Radio 2 Top 30   |
| Heartbreak Hotel                                     | 15-12-1998            | 30-12-2000            | tip12           | -            | met Faith Evans & Kelly Price                       |
| Whatchulookinat                                      | 16-09-2002            | 12-10-2002            | 48              | 1            | Nr. 20 in de Radio 2 Top 30                         |
| One of Those Days                                    | 29-10-2002            | 21-12-2002            | tip11           | -            |                                                     |
| I Look to You                                        | 02-10-2009            | 05-09-2009            | tip21           | -            |                                                     |
| Million Dollar Bill                                  | 16-11-2009            | 19-09-2009            | tip6            | -            | Nr. 13 in de Radio 2 Top 30                         |
| Higher Love                                          | 28-06-2019            | 27-07-2019            | 4(4wk)          | 15*          | met Kygo                                            |

### NPO Radio 2 Top 2000
| Nummers met noteringen in de NPO Radio 2 Top 2000     | '99  | '00  | '01  | '02  | '03  | '04  | '05  | '06  | '07  | '08  | '09  | '10  | '11  | '12  | '13  | '14  | '15  | '16  | '17  | '18  | '19  | '20  | '21  | '22  | '23  | '24  |
| ----------------------------------------------------- | ---- | ---- | ---- | ---- | ---- | ---- | ---- | ---- | ---- | ---- | ---- | ---- | ---- | ---- | ---- | ---- | ---- | ---- | ---- | ---- | ---- | ---- | ---- | ---- | ---- | ---- |
| All at Once                                           | -    | 1539 | -    | -    | -    | -    | -    | -    | -    | -    | -    | -    | -    | 1910 | -    | -    | -    | -    | -    | -    | -    | -    | -    | -    | -    | -    |
| Could I Have This Kiss Forever (met Enrique Iglesias) | ×    | -    | -    | -    | -    | -    | -    | -    | 1495 | -    | -    | -    | -    | -    | -    | -    | -    | -    | -    | -    | -    | -    | -    | -    | -    | -    |
| Greatest Love of All                                  | 638  | 1321 | 1261 | 1639 | 1899 | 1877 | -    | 1869 | 1784 | 1832 | 1847 | 1810 | -    | 1651 | 1468 | 1502 | 1607 | 1756 | 1622 | 1286 | 1464 | 1569 | 1493 | 1692 | 1565 | 1556 |
| How Will I Know                                       | 1399 | -    | -    | -    | -    | -    | -    | -    | -    | -    | -    | -    | -    | -    | -    | -    | -    | -    | -    | -    | -    | -    | -    | -    | -    | -    |
| I Have Nothing                                        | -    | -    | -    | -    | -    | -    | -    | -    | -    | -    | -    | -    | -    | -    | -    | -    | -    | -    | -    | -    | 1738 | 1605 | 1645 | 1689 | 1474 | 1445 |
| I Wanna Dance with Somebody                           | 872  | 1263 | 1723 | -    | -    | -    | -    | -    | -    | -    | -    | -    | -    | 1412 | 1973 | 1883 | 1586 | 1446 | 1555 | 946  | 1003 | 971  | 1128 | 1176 | 906  | 1212 |
| I Will Always Love You                                | 131  | 405  | 476  | 551  | 537  | 463  | 636  | 513  | 483  | 505  | 505  | 534  | 687  | 401  | 433  | 446  | 381  | 453  | 484  | 447  | 617  | 536  | 714  | 773  | 617  | 633  |
| One Moment in Time                                    | -    | 1041 | 1508 | -    | 1596 | 1626 | 1903 | 1520 | 1337 | 1571 | 1824 | 1815 | 1948 | 1383 | 1415 | 1242 | 1263 | 1209 | 1353 | 1092 | 1525 | 1374 | 1612 | 1721 | 1596 | 1877 |

1. ↑  Een '-' betekent dat het nummer niet was genoteerd, een '×' betekent dat het nummer nog niet was uitgebracht en een vetgedrukt getal geeft de hoogste notering van een nummer aan.

### Dvd's
| Muziek-dvd met eventuele hitnotering(en) in de Nederlandse Muziek Dvd Top 30 | Datum van verschijnen | Datum van binnenkomst | Hoogste positie | Aantal weken | Opmerkingen |
| ---------------------------------------------------------------------------- | --------------------- | --------------------- | --------------- | ------------ | ----------- |
| Whitney Houston Live: Her Greatest Performances                              | 2014                  | 15-11-2014            | 9               | 3            |             |